# Stefan Kießling
Stefan Kießling (Lichtenfels, 25 de enero de 1984) es un exfutbolista alemán que desarrolló la mayor parte de su carrera en el Bayer Leverkusen de la Bundesliga de Alemania. Con siete goles, fue el tercer máximo anotador de la Copa de la UEFA 2007-08, solo por detrás de Luca Toni y Pavel Pogrebnyak. Fue internacional con la selección alemana en seis oportunidades.

## Carrera en clubes

### 1. FC Nürnberg
Kießling comenzó su carrera profesional con Nürnberg después de haber ascendido desde sus categorías inferiores, aunque anteriormente formó parte de la academia juvenil de 1. FC Eintracht Bamberg.
En 2002, firmó un contrato de seis años con el club, después de marcar 13 goles en 21 partidos para el equipo de reserva. Hizo su debut profesional para Nürnberg en una derrota por 4-0 contra Hamburger SV en abril de 2003. Esa terminó siendo su única aparición para el primer equipo durante la temporada 2002–03 del 1. FC Nürnberg. Anotó su primer gol como profesional en un empate 2-2 contra Greuther Fürth el 7 de marzo de 2004. Terminó la temporada 2003–04 del 1. FC Nürnberg con dos goles en 14 partidos. Continuó marcando cuatro goles en 29 partidos durante la temporada 2004–05 del 1. FC Nürnberg y 11 goles en 33 apariciones durante la temporada 2005–06 del 1. FC Nürnberg.

### Bayer Leverkusen

#### 2006–12
El joven talento llamó la atención de Arsenal y Bayern Munich, pero optó por el Bayer Leverkusen en el verano de 2006 y firmó un contrato de cuatro años hasta el 30 de junio de 2010, con Leverkusen pagando €6.5 millones por su fichaje. El 12 de agosto de 2006, Kießling hizo su primera aparición para el nuevo club, entrando como sustituto.
Después de llegar a Leverkusen, anotó ocho goles en la temporada 2006-07, 16 goles en la temporada 2007-08, y 14 goles en la temporada 2008-09. El 5 de abril de 2009, anotó el primer gol de su equipo en una victoria por 2-0 sobre 1. FC Köln, manteniendo vivas las esperanzas del Leverkusen de clasificar para Europa la siguiente temporada. Leverkusen decayó después de la victoria, terminando al final en el noveno lugar en la clasificación final de la Bundesliga.
En agosto de 2009, fue elegido como el Bundesliga Jugador del Mes. Luego anotó un triplete para Bayer Leverkusen contra Stuttgart el 29 de noviembre de 2009, llevando al club a la cima de la tabla de la liga con una victoria de 4–0, tres puntos por encima de los retadores más cercanos Werder Bremen. El 16 de marzo de 2010, Kießling firmó una extensión de contrato con Leverkusen, vinculándolo con el equipo de BayArena hasta 2015. Continuó su impresionante forma en la temporada 2009–10, anotando 21 goles en 33 juegos y terminando la temporada como el segundo máximo goleador en la Bundesliga después de Edin Džeko, con 22. También fue incluido en el Equipo de la Temporada de la Bundesliga. Kießling terminó la temporada 2010–11 con nueve goles en 29 partidos.
El 18 de febrero de 2012, Kießling anotó dos goles con solo tres tiros y también dio una asistencia para André Schürrle cuando Leverkusen derrotó al FC Augsburg 4–1. El 5 de mayo, anotó un triplete en el último día de la temporada Bundesliga, ayudando a su equipo a obtener una victoria de 4–1 sobre su antiguo club Nürnberg y asegurando el quinto lugar en la clasificación final de la liga. Kießling terminó la temporada 2011–12 con 17 goles en 43 partidos.

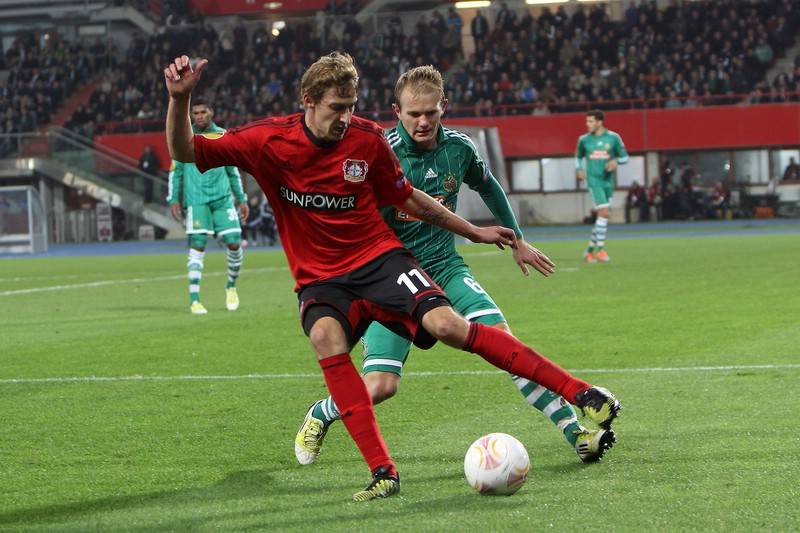
Kießling en acción contra Rapid Wien en la fase de grupos de la Europa League en octubre de 2012.

#### Temporada 2012–13
Su primer gol de la temporada fue en el partido inaugural de la Bundesliga de Leverkusen el 25 de agosto de 2012, anotando el primer gol mientras su equipo caía 2–1 contra Eintracht Frankfurt. Kießling anotó su único gol en la campaña de Europa League el 4 de octubre, ingresando como sustituto y anotando el gol de la victoria contra el equipo noruego Rosenborg BK. El 15 de diciembre, Kießling anotó un doblete para mantener a Bayer cerca de Bayern Munich entrando al receso invernal; los goles también significaron que a mitad de temporada era el máximo goleador de la Bundesliga. En el PowerTable Sports Bundesliga XI de la Temporada, creado a mitad de la campaña, Kießling fue el único delantero incluido en una formación 4–2–3–1.
Kießling continuó mostrando una forma consistentemente buena durante la segunda mitad de la temporada y anotó siete goles en los últimos seis partidos de la Bundesliga, incluyendo un doblete contra Hoffenheim el 20 de abril de 2013 y goles ganadores del partido contra Werder Bremen el 27 de abril y Hannover 96 el 11 de mayo. Finalmente fue coronado como el jugador con más goles de la Bundesliga para la temporada 2012-13 (habiendo anotado 25 goles en total, superando a Robert Lewandowski que terminó con 24 goles). Este récord personal se aseguró con un gol en el último día de la temporada de la Bundesliga contra Hamburgo; anotando desde un pase de Sidney Sam en el último minuto para asegurar una victoria de 1-0 y el tercer lugar en la Bundesliga.
Con sus 25 goles, contribuyó al 38% del total de goles de Leverkusen para ese año. El jugador de 29 años también lideró la Bundesliga con disparos a gol por partido (un promedio de 3.6). También registró siete asistencias, que estuvieron empatadas con el líder del club en Leverkusen. Kießling también lideró la Bundesliga en duelos aéreos por partido (5.4) - gracias a su altura de 1,91 metros (2,1 yd) - y también lideró la liga en faltas cometidas por partido (2.6). También fue una amenaza de gol dentro del área, anotando 24 de sus 25 dentro del área. Fue incluido en el Equipo de la Temporada de la Bundesliga y fue votado como el cuarto mejor jugador en general de la liga. Terminó la temporada con 27 goles en 43 partidos en todas las competiciones.

#### Temporada 2013-14
El 26 de julio de 2013, Kießling firmó una extensión de contrato con Leverkusen, comprometiéndose con el club hasta 2017. Sus primeros goles de la temporada 2013-14 llegaron en la primera ronda de la DFB-Pokal el 3 de agosto de 2013, anotando en ambas mitades cuando Leverkusen derrotó al equipo de Regionalliga SV Lippstadt 08 6–1. En el primer partido de la Bundesliga, Kießling anotó el primer gol de su equipo en una victoria 3–1 sobre Freiburg. El 14 de septiembre, anotó dos veces en la segunda mitad para darle a Leverkusen una victoria de 3–1 sobre el Wolfsburgo con 10 hombres. Con su fuerte inicio de temporada junto con Sidney Sam y Son Heung-min, el trío fue comparado con el Triángulo Mágico del Stuttgart de mediados de los años 90, formado por los jugadores Krasimir Balakov, Fredi Bobic y Giovane Élber, quienes eran conocidos por aterrorizar las defensas de la Bundesliga y anotar muchos goles.
El 18 de octubre, estuvo involucrado en un incidente contra el Hoffenheim cuando pareció haber fallado el objetivo con un intento de cabezazo tras un córner. Se alejó frustrado solo para que sus compañeros de equipo vinieran a celebrar con él segundos después, ya que el árbitro señaló el gol. Tras una revisión más detallada, el balón había pasado por un lado del poste pero terminó en el fondo de la red después de pasar por un agujero en la red lateral, algo que pasó desapercibido para la mayoría en ese momento. El "gol fantasma" aseguró una victoria 2–1 para Leverkusen y fue motivo de mucho debate después del juego, con los oficiales de Hoffenheim pidiendo una repetición. Kießling desestimó el debate cinco días después al anotar dos goles convincentes en la aplastante victoria 4–0 de Leverkusen sobre el Shakhtar Donetsk en la Liga de Campeones.

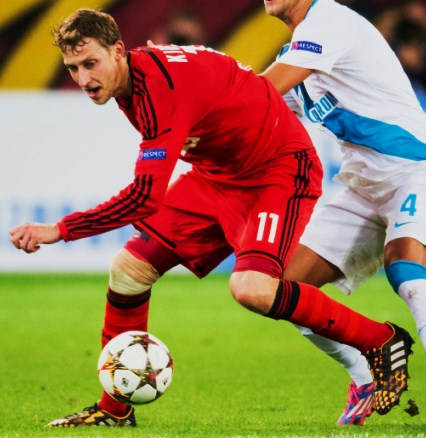
Kießling durante un partido de la UEFA Champions League contra Zenit Saint Petersburg (2014)

El 13 de abril de 2014, Kießling anotó con un cabezazo después de cuarenta segundos para poner a su equipo 1–0 arriba contra el Hertha BSC; el partido terminaría 2–1 a favor de Leverkusen, llevando al club al cuarto lugar. El 10 de mayo, Leverkusen derrotó al Werder Bremen 2–1, asegurando el cuarto lugar para el club y obteniendo un lugar en la ronda de play-off de la UEFA Champions League para la siguiente temporada. Kießling terminó la temporada con 19 goles en 43 partidos. A pesar de terminar la temporada de la Bundesliga como el máximo goleador alemán, fue excluido de la selección alemana en la Copa del Mundo en Brasil.

#### Temporada 2014–15
En el primer partido de Leverkusen de la temporada 2014–15 contra SV Alemannia Waldalgesheim en la primera ronda de la 2014–15 DFB-Pokal, Kießling anotó cinco goles, incluidos cuatro en la primera mitad, y Leverkusen ganó 6–0 al equipo de Verbandsliga Südwest. En la ida de la eliminatoria de la Champions League contra el equipo danés F.C. Copenhagen, Kießling marcó el primer gol alemán en una victoria 3–2 fuera de casa. En el primer partido de la Bundesliga, convirtió un pase de Karim Bellarabi en el último minuto del tiempo añadido para completar una victoria 2–0 sobre Borussia Dortmund. En la vuelta de su play-off de la Champions League contra Copenhague, Kießling anotó dos veces más y Leverkusen avanzó a la fase de grupos con una victoria agregada de 7–2. Anotó su décimo gol de la temporada y consiguió un penalti para su equipo en su segundo partido de grupo de la Champions League, una victoria 3–1 en casa contra Benfica el 1 de octubre. Terminó la temporada con 19 goles en 48 partidos.

#### Temporada 2015–16
En el primer partido de la temporada de la Bundesliga contra TSG 1899 Hoffenheim, Kießling estableció un récord. En cada primer partido de las anteriores cuatro temporadas de la Bundesliga, anotó un gol. Solo Klaas-Jan Huntelaar también pudo anotar la misma cantidad de goles.
El 12 de diciembre de 2015, Kießling anotó un doblete y asistió en dos de los tres primeros goles de triplete de Javier Hernández para Bayer Leverkusen a nivel de club. El 19 de abril de 2016, Kießling renovó su contrato hasta junio de 2018. Terminó la temporada con siete goles en 43 partidos.

#### Temporada 2016–17
Antes de la temporada 2016–17, Kießling declaró que podría tener que retirarse debido a una "lesión persistente en la cadera". Terminó la temporada 2016–17 con cuatro goles en 20 partidos de liga, ningún gol en un partido de la Copa Alemana, y ningún gol en tres partidos europeos.

#### Temporada 2017–18
Kießling comenzó la temporada 2017–18 ingresando como sustituto en el minuto 77 en un empate 2–2 contra 1899 Hoffenheim en la segunda jornada. Completó su último partido profesional el 12 de mayo de 2018 (34.ª jornada) en una victoria 3–2 contra Hannover 96 cuando entró como sustituto en el minuto 83 por Lars Bender. Terminó la temporada 2017–18 con ocho apariciones y 343 apariciones en la Bundesliga en su carrera con Bayer Leverkusen.

## Selección nacional
Kießling disputó la Eurocopa Sub-21 de 2006, donde jugó tres partidos. Realizó su debut con la selección absoluta el 28 de marzo de 2007, en un encuentro amistoso contra Dinamarca. Volvió a ser convocado casi un año después, debido a sus actuaciones en la Bundesliga durante la temporada 2008-09. En mayo de 2010, Joachim Löw lo incluyó en la lista preliminar de los veintisiete jugadores a disputar en Sudáfrica la Copa Mundial de Fútbol, jugó dos partidos.

#### Participaciones en Copas del Mundo
| Mundial                        | Sede      | Resultado     |
| ------------------------------ | --------- | ------------- |
| Copa Mundial de Fútbol de 2010 | Sudáfrica | Tercer puesto |

#### Participaciones en Eurocopas
| Torneo                  | Sede     | Resultado      |
| ----------------------- | -------- | -------------- |
| Eurocopa Sub-21 de 2006 | Portugal | Fase de grupos |

## Estadísticas

### Clubes
La siguiente tabla detalla los encuentros disputados y los goles marcados por Kießling en los clubes en los que ha militado.
| F. C. Núremberg II · Alemania                                                                                       |                     |     |     |    |    |    |    |    |    |     |     |     |    |
| 2002-03 | 1                   | 1   | 0   | 0  | 0  | 0  | 0  | 0  | 0  | 1   | 1   | 0   |    |
| 2003-04 | 13                  | 9   | 0   | 0  | 0  | 0  | 0  | 0  | 0  | 13  | 9   | 0   |    |
| 2004-05 | 6                   | 3   | 0   | 0  | 0  | 0  | 0  | 0  | 0  | 6   | 3   | 0   |    |
| 2005-06 | 1                   | 0   | 0   | 0  | 0  | 0  | 0  | 0  | 0  | 1   | 0   | 0   |    |
| Total | 21                  | 13  | 0   | 0  | 0  | 0  | 0  | 0  | 0  | 21  | 13  | 0   |    |
| F. C. Núremberg · Alemania                                                                                          |                     |     |     |    |    |    |    |    |    |     |     |     |    |
| 2002-03 | 1                   | 0   | 0   | 0  | 0  | 0  | 0  | 0  | 0  | 1   | 0   | 0   |    |
| 2003-04 | 14                  | 2   | 0   | 0  | 0  | 0  | 0  | 0  | 0  | 14  | 2   | 0   |    |
| 2004-05 | 27                  | 3   | 4   | 2  | 1  | 0  | 0  | 0  | 0  | 29  | 4   | 4   |    |
| 2005-06 | 31                  | 10  | 4   | 2  | 1  | 0  | 0  | 0  | 0  | 33  | 11  | 4   |    |
| Total | 73                  | 15  | 8   | 4  | 2  | 0  | 0  | 0  | 0  | 77  | 17  | 8   |    |
| Bayer Leverkusen · Alemania                                                                                         |                     |     |     |    |    |    |    |    |    |     |     |     |    |
| 2006-07 | 32                  | 8   | 4   | 1  | 0  | 0  | 10 | 0  | 2  | 43  | 8   | 6   |    |
| 2007-08 | 31                  | 9   | 5   | 1  | 0  | 0  | 12 | 7  | 4  | 44  | 16  | 9   |    |
| 2008-09 | 34                  | 12  | 9   | 6  | 2  | 1  | 0  | 0  | 0  | 40  | 14  | 10  |    |
| 2009-10 | 33                  | 21  | 7   | 2  | 0  | 0  | 0  | 0  | 0  | 35  | 21  | 7   |    |
| 2010-11 | 22                  | 7   | 3   | 1  | 2  | 1  | 6  | 0  | 3  | 29  | 9   | 7   |    |
| 2011-12 | 34                  | 16  | 4   | 1  | 0  | 0  | 8  | 1  | 0  | 43  | 17  | 4   |    |
| 2012-13 | 34                  | 25  | 10  | 3  | 1  | 0  | 6  | 1  | 0  | 43  | 27  | 10  |    |
| 2013-14 | 32                  | 15  | 5   | 4  | 2  | 1  | 7  | 2  | 1  | 43  | 19  | 7   |    |
| 2014-15 | 34                  | 9   | 4   | 4  | 6  | 0  | 10 | 4  | 3  | 48  | 19  | 7   |    |
| 2015-16 | 30                  | 5   | 4   | 4  | 3  | 3  | 9  | 0  | 0  | 43  | 8   | 7   |    |
| 2016-17 | 20                  | 4   | 1   | 1  | 0  | 1  | 3  | 0  | 0  | 24  | 4   | 2   |    |
| 2017-18 | 8                   | 0   | 0   | 0  | 0  | 0  | 0  | 0  | 0  | 8   | 0   | 0   |    |
| Total | 344                 | 131 | 52  | 28 | 16 | 7  | 71 | 15 | 13 | 443 | 162 | 72  |    |
| Total en su carrera                                                                                                 | Total en su carrera | 438 | 159 | 60 | 32 | 18 | 7  | 71 | 15 | 13  | 541 | 192 | 80 |
| (1) Incluye datos de Copa de Alemania. (2) Incluye datos de Liga Europea de la UEFA y Liga de Campeones de la UEFA. |                     |     |     |    |    |    |    |    |    |     |     |     |    |

### Selección nacional
La siguiente tabla detalla los encuentros disputados y los goles marcados por Kießling con la selección alemana.
| Sub-20 · Alemania | 2004  | 1 | 0 | 0 | - | - | - | - | - | - | - | - | - | 1  | 0 | 0 |
| Sub-20 · Alemania | Total | 1 | 0 | 0 | 0 | 0 | 0 | 0 | 0 | 0 | 0 | 0 | 0 | 1  | 0 | 0 |
| Absoluta "B" · Alemania | 2004  | 1 | 0 | 0 | - | - | - | - | - | - | - | - | - | 1  | 0 | 0 |
| Absoluta "B" · Alemania | Total | 1 | 0 | 0 | 0 | 0 | 0 | 0 | 0 | 0 | 0 | 0 | 0 | 1  | 0 | 0 |
| Sub-21 · Alemania | 2004  | 0 | 0 | 0 | 0 | 0 | 0 | - | - | - | - | - | - | 0  | 0 | 0 |
| Sub-21 · Alemania | 2005  | 0 | 0 | 0 | 4 | 2 | 0 | - | - | - | - | - | - | 4  | 2 | 0 |
| Sub-21 · Alemania | 2006  | 3 | 2 | 0 | 3 | 0 | 0 | 3 | 0 | 0 | - | - | - | 9  | 2 | 0 |
| Sub-21 · Alemania | Total | 3 | 2 | 0 | 7 | 2 | 0 | 3 | 0 | 0 | 0 | 0 | 0 | 13 | 4 | 0 |
| Absoluta · Alemania | 2007  | 1 | 0 | 0 | 0 | 0 | 0 | - | - | - | - | - | - | 1  | 0 | 0 |
| Absoluta · Alemania | 2008  | 0 | 0 | 0 | - | - | - | - | - | - | - | - | - | 0  | 0 | 0 |
| Absoluta · Alemania | 2009  | 2 | 0 | 1 | 0 | 0 | 0 | - | - | - | - | - | - | 2  | 0 | 1 |
| Absoluta · Alemania | 2010  | 1 | 0 | 0 | 0 | 0 | 0 | - | - | - | 2 | 0 | 0 | 3  | 0 | 0 |
| Absoluta · Alemania | Total | 4 | 0 | 1 | 0 | 0 | 0 | 0 | 0 | 0 | 2 | 0 | 0 | 6  | 0 | 1 |
| Total | Total | 9 | 2 | 1 | 7 | 2 | 0 | 3 | 0 | 0 | 2 | 0 | 0 | 21 | 4 | 1 |
| (1) Incluye datos de clasificación europea y mundialista. (2) Incluye datos de la Eurocopa Sub-21. (3) Incluye datos de la Copa del Mundo. |       |   |   |   |   |   |   |   |   |   |   |   |   |    |   |   |

### Resumen estadístico
| Competición           | Partidos | Goles | Asistencias | Promedio |
| --------------------- | -------- | ----- | ----------- | -------- |
| Liga                  | 438      | 159   | 60          | 0,36     |
| Copas nacionales      | 32       | 18    | 7           | 0,56     |
| Copas internacionales | 71       | 15    | 13          | 0,21     |
| Selección de Alemania | 6        | 0     | 1           | 0,00     |
| Selecciones juveniles | 15       | 4     | 0           | 0,26     |
| Total                 | 562      | 196   | 81          | 0,34     |

## Distinciones individuales
| Distinción                                        | Año     |
| ------------------------------------------------- | ------- |
| Máximo goleador de la Bundesliga (25 goles).      | 2012-13 |
| Máximo goleador de la Copa de Alemania (6 goles). | 2014-15 |

## Vida privada
Kießling se casó el 29 de diciembre de 2008. Tiene un hijo, nacido en ese año, y una hija, nacida en octubre de 2012.